# Johan af Kleen
Johan af Kleen, född 31 december 1800 i Nöbbelöv, Malmöhus län, död 5 maj 1884 i Stockholm, var en svensk officer och tecknare. Åren 1850–1863 var han chef för byggandet av Nationalmuseibyggnaden i Stockholm.

## Biografi

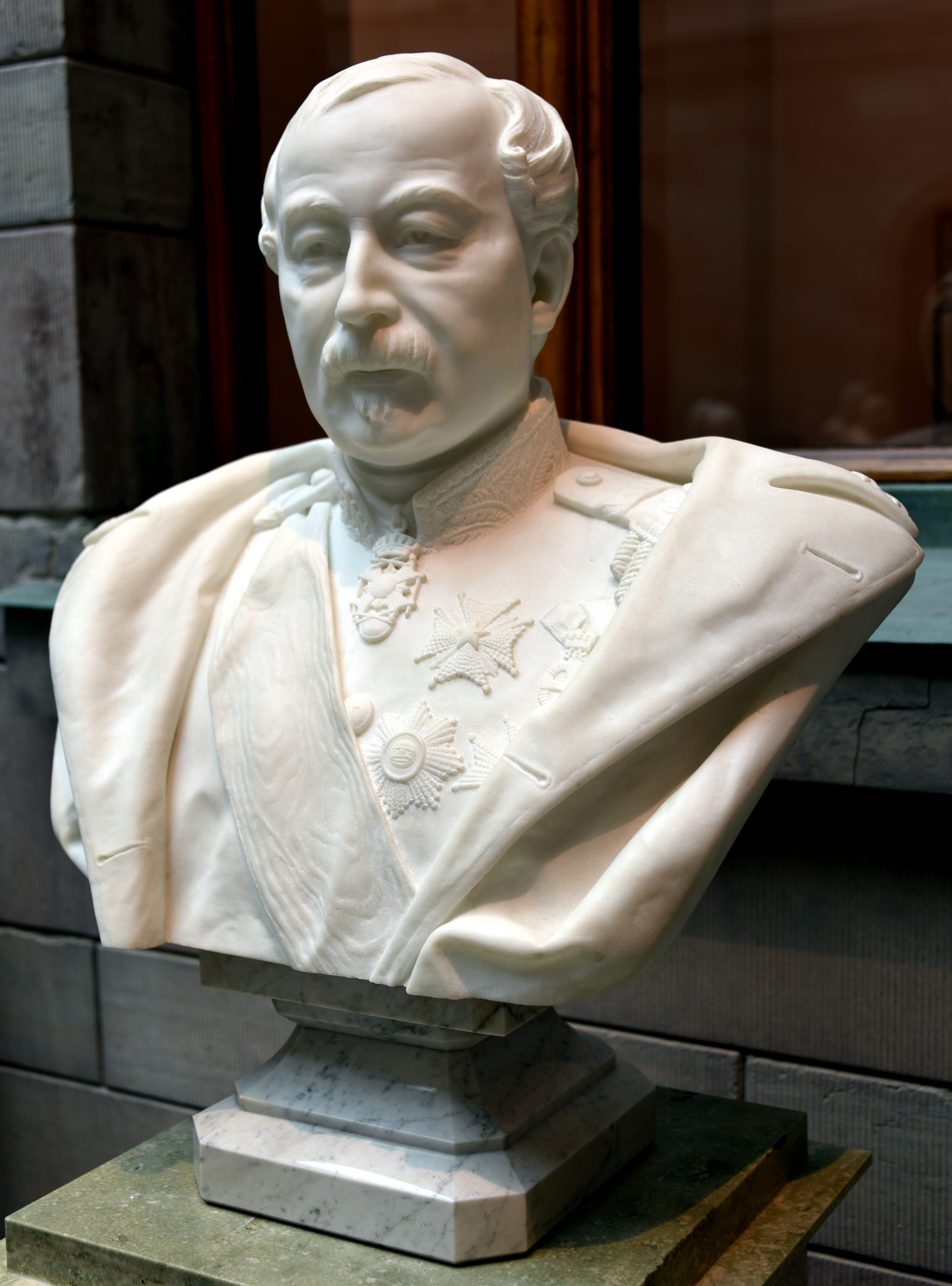
Byst över Johan af Kleen, utförd av Gustaf Alfred Nyström.

### Tidiga år
Johan Kleen föddes som son till kvartermästaren Anderas Kleen (1758–1809) och Anna Sofia Kallenberg (1760–1835). Kleen blev student vid Lunds universitet 1818 och filosofie magister 1823. Samma år utnämndes han till underlöjtnant vid Ingenjörkåren och befordrades till löjtnant 1830. Åren 1830–1833 var han arbetsbefälhavare vid Karlsborgs fästning och därefter reste han runt i Europa för att studera ingenjörsväsendet.

### Karriär
År 1836 utsågs han till ledamot av Kungliga Krigsvetenskapsakademien. Året därpå utsågs han till kapten och blev 1838 fortifikationsofficer vid Karlsborgs fästning. År 1845 reste han åter utomlands för att studera befästningsarbetena i Ostpreussen, Polen och Österrike samt runt Paris. Efter hemkomsten utsågs han 1846 till övermekanikus för Strömsholms kanalbyggnad. År 1848 blev han major vid Ingenjörskåren och kommenderades samma år till chef för den ingenjörsavdelning, som följde de svenska trupperna till Fyn.
Efter en resa till Krim 1855 för att informera sig om det pågående Krimkriget utsågs han samma år till leda mot av Kommittén för Stockholms och Mälardalens befästande. Efter att 1858 blivit överstelöjtnant vid Ingenjörskåren och överste i armén utsågs han i slutet av samma år till generalmajor och chef för Ingenjörskåren, en post som han innehade till 1868, då han begärde avsked. Under tiden ritade han och ledde arbetet med slutvärnet vid Karlsborgs fästning. Han utnämndes då till generallöjtnant i armén. År 1869 erhöll han avsked ur krigstjänsten.
År 1848 utsågs han till ledamot av Kungliga Vetenskapsakademien. Han tog aktiv del i uppförandet och utformningen av Nationalmuseums byggnad i Stockholm och 1850–1863 var han chef för byggandet av Nationalmuseibyggnaden i Stockholm. Han adlades 1858, introducerad 1859 under namnet af Kleen och blev 1874 filosofie jubeldoktor. Vid sidan av sitt militära arbete var han verksam som tecknare bland annat skapade han den färglagda litografin Tegnér till häst som har återgivits i ett flertal bokverk.

### Familj
Kleen var från 1835 gift med miniatyrmålaren Anna Beata Ehrenborg (1813–1894), dotter till justitieombudsmannen Casper Ehrenborg och Anna Fredrika Carlqvist. I äktenskapet föddes barnen Viktor Kleen (1837–1875), Gustaf Kleen (1839–1885), Richard Kleen, Emil Kleen och Hugo Kleen (1851–1864).

## Utmärkelser (ej fullständig)
- Riddare av Svärdsorden,  6 februari 1843[5]
- Kommendör av Svärdsorden,  5 maj 1860[5]
- Storkorsriddare av Italienska kronorden,  1873[5]

[Redigera Wikidata]
- Kommendör med stora korset av Nordstjärneorden, 1871[8]